# Belo Horizonte-Pampulha flygplats
Belo Horizonte-Pampulha flygplats – Carlos Drummond de Andrade (portugisiska: Aeroporto de Belo Horizonte-Pampulha – Carlos Drummond de Andrade) är en flygplats i Belo Horizonte i Minas Gerais i Brasilien. Flygplatsen ligger i stadsdelen Pampulha 9 km norr om centrala Belo Horizonte.
Flygplatsen är namngiven efter poeten Carlos Drummond de Andrade (1902–1987) som föddes i Itabira utanför Belo Horizonte.
Terrängen runt flygplatsen är lite kuperad. Runt flygplatsen är det mycket tätbefolkat, med 9 644 invånare per kvadratkilometer.. Närmaste större samhälle är Belo Horizonte, 7,8 km söder om flygplatsen.
Runt flygplatsen är det i huvudsak tätbebyggt.